# سایئونجی شوشی
سایئونجی شوشی ((به ژاپنی: 西園寺しょう子 Saionji Shōshi)؛ 1271 – ۱۰ ژوئن ۱۳۴۲) شاعر، و نویسنده اهل ژاپن بود. او همسر غیراصلی امپراتور فوشیمی بود.